# Selston
Selston is een civil parish in het bestuurlijke gebied Ashfield, in het Engelse graafschap Nottinghamshire met 12.596 inwoners.